# Persone di nome Sarah
| Questa pagina contiene informazioni ricavate automaticamente dalle voci biografiche con l'ausilio del template Bio e di un bot. L'aggiornamento è periodico e automatico e ricostruisce completamente la pagina. Se manca una persona in questa lista, sei pregato di non aggiungerla, ma accertati piuttosto che la sua voce biografica contenga il template Bio e che i dati anagrafici siano correttamente compilati. Se il template Bio manca, inseriscilo tu stesso o, in alternativa, metti l'avviso {{tmp\|Bio}} che ne segnala la mancanza. Se i dati riportati sono sbagliati, correggi direttamente la voce biografica; le modifiche saranno visibili in questa lista entro pochi giorni. Per chiarimenti vedi il progetto antroponimi. La lista contiene solo le 379 persone che sono citate nell'enciclopedia e per le quali è stato implementato correttamente il template Bio. Pagina aggiornata al 6 ago 2025. |

Questa è una lista di persone presenti nell'enciclopedia che hanno il nome Sarah, suddivise per attività principale.

## Agenti segreti(1)
- Sarah Aaronsohn, agente segreto ottomana (Zikhron Ya'aqov, n. 1890 - Zikhron Ya'aqov, † 1917)

## Allenatrici di calcio(1)
- Sarah M'Barek, allenatrice di calcio e ex calciatrice francese (Chaumont, n. 1977)

## Antropologhe(1)
- Sarah Blaffer Hrdy, antropologa e psicologa statunitense (Dallas, n. 1946)

## Arcieri(1)
- Sarah Bettles, arciere britannica (Harold Wood, n. 1992)

## Artiste(4)
- Sarah Anne Bright, artista e fotografa britannica (Bristol, n. 1793 - Bristol, † 1866)
- Sarah Jackson, artista canadese (Detroit, n. 1924 - Halifax, † 2004)
- Sarah Lucas, artista inglese (Londra, n. 1962)
- Sarah Purser, artista irlandese (Kingstown, n. 1848 - Dublino, † 1943)

## Artisti marziali misti(1)
- Sarah Kaufman, artista marziale misto canadese (Victoria, n. 1985)

## Attiviste(7)
- Sarah Jane Baines, attivista britannica (Birmingham, n. 1866 - Porto di Melbourne, † 1951)
- Sarah Hegazi, attivista egiziana (Il Cairo, n. 1989 - Toronto, † 2020)
- Sarah McBride, attivista e politica statunitense (Wilmington, n. 1990)
- Sarah Menefee, attivista e poetessa statunitense (Chicago, n. 1946)
- Sarah Grimké, attivista statunitense (Charleston, n. 1792 - Hyde Park, † 1873)
- Sarah Parker Remond, attivista e medico statunitense (Salem, n. 1826 - Roma, † 1894)
- Sarah Pugh, attivista e insegnante statunitense (Alexandria, n. 1800 - Germantown, † 1884)

## Attrici pornografiche(3)
- Sarah Blake, attrice pornografica statunitense (Terre Haute, n. 1980)
- Mia Khalifa, ex attrice pornografica libanese (Beirut, n. 1993)
- Sarah Vandella, attrice pornografica statunitense (Hauppauge, n. 1983)

## Attrici teatrali(4)
- Sarah Fairbrother, attrice teatrale britannica (Westminster, n. 1816 - Mayfair, † 1890)
- Sarah Rice, attrice teatrale e soprano statunitense (Okinawa, n. 1955 - New York, † 2024)
- Sarah Siddons, attrice teatrale britannica (Brecon, n. 1755 - Londra, † 1831)
- Sarah Soetaert, attrice teatrale, ballerina e cantante belga (Courtrai, n. 1979)

## Autrici televisivi(1)
- Sarah Schneider, autrice televisiva, comica e attrice statunitense (Summit, n. 1983)

## Avventuriere(1)
- Sarah Marquis, avventuriera, esploratrice e scrittrice svizzera (Delémont, n. 1972)

## Avvocate(1)
- Sarah T. Hughes, avvocato e politica statunitense (Baltimora, n. 1896 - Dallas, † 1985)

## Avvocatesse(2)
- Sarah Deer, avvocatessa e docente statunitense (n. 1972)
- Sarah Weddington, avvocatessa e politica statunitense (Abilene, n. 1945 - Austin, † 2021)

## Biologhe(1)
- Sarah Gilbert, biologa e imprenditrice britannica (Kettering, n. 1962)

## Bobbiste(1)
- Sarah Noll, bobbista tedesca (Paderborn, n. 1991)

## Calciatrici(12)
- Sarah Bouhaddi, calciatrice francese (Cannes, n. 1986)
- Sarah Gregorius, calciatrice neozelandese (Lower Hutt, n. 1987)
- Sarah Dyrehauge Hansen, calciatrice danese (n. 1996)
- Sarah Huchet, calciatrice francese (Léhon, n. 1994)
- Sarah McLaughlin, calciatrice neozelandese (Hamilton, n. 1991)
- Sarah Michael, calciatrice nigeriana (Ibadan, n. 1990)
- Sarah Palacin, calciatrice francese (Longjumeau, n. 1988)
- Sarah Puntigam, calciatrice austriaca (Raning, n. 1992)
- Sarah Robson, calciatrice nordirlandese (Magherafelt, n. 1987)
- Sarah Wijnants, calciatrice belga (Lovanio, n. 1999)
- Sarah Wiltshire, calciatrice inglese (n. 1991)
- Sarah Zadrazil, calciatrice austriaca (Sankt Gilgen, n. 1993)

## Canottiere(3)
- Sarah Siegelaar, canottiera olandese (Amsterdam, n. 1981)
- Sarah Tait, canottiera australiana (Perth, n. 1983 - Melbourne, † 2016)
- Sarah Winckless, ex canottiera britannica (Reading, n. 1973)

## Cantanti(19)
- Alsarah, cantante, cantautrice e etnomusicologa sudanese (Khartum, n. 1982)
- El Perro del Mar, cantante svedese (n. 1977)
- Sarah Bonnici, cantante maltese (Xagħra, n. 1998)
- Sally Carr, cantante britannica (Muirhead, n. 1945)
- Sarah Chen, cantante taiwanese (Taipei, n. 1958)
- Sarah Connor, cantante tedesca (Delmenhorst, n. 1980)
- Sarah Dash, cantante statunitense (Trenton, n. 1945 - † 2021)
- Sarah De Bono, cantante australiana (Melbourne, n. 1992)
- Sarah Jezebel Deva, cantante britannica (Londra, n. 1977)
- Sarah Engels, cantante e personaggio televisivo tedesca (Colonia, n. 1992)
- Sarah Geronimo, cantante, attrice e ballerina filippina (Manila, n. 1988)
- Griff, cantante britannica (Kings Langley, n. 2001)
- Sarah Harding, cantante, attrice e modella britannica (Ascot, n. 1981 - Manchester, † 2021)
- Sarah Jarosz, cantante statunitense (n. 1991)
- Sarah Klang, cantante svedese (Göteborg, n. 1992)
- Sarah McLeod, cantante australiana (Adelaide, n. 1973)
- Sarah McTernan, cantante irlandese (Scarriff, n. 1994)
- Sarah Jane Morris, cantante britannica (Southampton, n. 1959)
- Sarah Vaughan, cantante statunitense (Newark, n. 1924 - Hidden Hills, † 1990)

## Cantautrici(14)
- Sarah Aarons, cantautrice australiana (Melbourne, n. 1994)
- Sarah Blasko, cantautrice e musicista australiana (n. 1976)
- Sarah Cracknell, cantautrice britannica (Chelmsford, n. 1967)
- Sarah Dawn Finer, cantautrice, attrice e doppiatrice svedese (Stoccolma, n. 1981)
- Sarah Harmer, cantautrice canadese (Burlington, n. 1970)
- Sarah Jaffe, cantautrice statunitense (Denton, n. 1986)
- Sarah McLachlan, cantautrice canadese (Halifax, n. 1968)
- Sarah Munro, cantautrice e musicista britannica (Hertfordshire, n. 1996)
- Sarah Nixey, cantautrice britannica (Dorset, n. 1973)
- Rumer, cantautrice britannica (Islamabad, n. 1979)
- Sarah Slean, cantautrice canadese (Pickering, n. 1977)
- Sarah Toscano, cantautrice italiana (Vigevano, n. 2006)
- Sarah West, cantautrice danese (n. 1987)
- Sarah Whatmore, cantautrice britannica (Salford, n. 1981)

## Cestiste(5)
- Sarah Austmann, ex cestista tedesca (Greven, n. 1985)
- Sarah Crooks, ex cestista canadese (Rockglen, n. 1984)
- Sarah Imovbioh, cestista nigeriana (Abuja, n. 1992)
- Sarah Michel, cestista francese (Ris-Orangis, n. 1989)
- Sarah Ogoke, cestista statunitense (Bronx, n. 1990)

## Cicliste su strada(2)
- Sarah Gigante, ciclista su strada e pistard australiana (Melbourne, n. 2000)
- Sarah Roy, ciclista su strada australiana (Sydney, n. 1986)

## Comiche(1)
- Sarah Silverman, comica e attrice statunitense (Bedford, n. 1970)

## Conduttrici radiofoniche(1)
- Sarah Jane Ranieri, conduttrice radiofonica italiana (Londra, n. 1977)

## Critiche teatrali(1)
- Sarah Kaufman, critica teatrale statunitense (Austin, n. 1963)

## Danzatrici(3)
- Paddy Jones, ballerina britannica (Stourbridge, n. 1934)
- Sarah Lamb, ballerina statunitense (Boston, n. 1980)
- Sarah Wildor, ballerina e attrice britannica (Eastwood, n. 1972)

## Direttrici d'orchestra(1)
- Sarah Caldwell, direttrice d'orchestra statunitense (Maryville, n. 1924 - Portland, † 2006)

## Dirigenti d'azienda(1)
- Sarah Jane Brown, dirigente d'azienda e attivista britannica (Beaconsfield, n. 1963)

## Disc jockey(1)
- Sarah Main, disc jockey australiana

## Doppiatrici(1)
- Sarah Wiedenheft, doppiatrice olandese (Amersfoort, n. 1993)

## Drammaturghe(2)
- Sarah Kane, drammaturga britannica (Brentwood, n. 1971 - Londra, † 1999)
- Sarah Ruhl, drammaturga e sceneggiatrice statunitense (Wilmette, n. 1974)

## Educatrici(1)
- Sarah Ann Glover, educatrice inglese (Norwich, n. 1785 - Malvern, † 1867)

## Filologhe(1)
- Sarah Zappulla Muscarà, filologa, critica letteraria e scrittrice italiana (Acireale, n. 1943)

## Filosofe(1)
- Sarah Kofman, filosofa francese (Parigi, n. 1934 - Parigi, † 1994)

## First lady(2)
- Sarah Polk, first lady statunitense (Murfreesboro, n. 1803 - Nashville, † 1891)
- Angelica Van Buren, first lady statunitense (Wedgefield, n. 1818 - New York, † 1877)

## Fisiche(1)
- Sarah Frances Whiting, fisica e astronoma statunitense (New York, n. 1847 - Wilbraham, † 1927)

## Fotografe(1)
- Sarah Angelina Acland, fotografa britannica (Oxford, n. 1849 - Oxford, † 1930)

## Ginnaste(2)
- Sarah Finnegan, ginnasta statunitense (Saint Louis, n. 1996)
- Sarah Voss, ginnasta tedesca (Francoforte sul Meno, n. 1999)

## Giornaliste(7)
- Sarah Castellana, giornalista italiana (Palermo, n. 1990)
- Sarah Harrison, giornalista inglese (Gran Bretagna, n. 1982)
- Sarah Jaffe, giornalista e scrittrice statunitense (n. 1980)
- Sarah Koenig, giornalista e conduttrice radiofonica statunitense (Sagaponack, n. 1969)
- Sarah Varetto, giornalista e dirigente d'azienda italiana (Torino, n. 1972)
- Sarah Vine, giornalista britannica (Swansea, n. 1967)
- Sarah Wilson, giornalista e scrittrice inglese (Blenheim Palace, n. 1865 - Londra, † 1929)

## Hockeiste su ghiaccio(1)
- Sarah Vaillancourt, hockeista su ghiaccio canadese (Sherbrooke, n. 1985)

## Illustratrici(1)
- Sarah Bowdich Lee, illustratrice, zoologa e botanica inglese (n. 1791 - † 1856)

## Imprenditrici(2)
- Madam C. J. Walker, imprenditrice, filantropa e attivista statunitense (Delta, n. 1867 - Irvington, † 1919)
- Sarah Kemble Knight, imprenditrice, scrittrice e insegnante statunitense (Boston, n. 1666 - New London, † 1727)

## Infermiere(1)
- Sarah Emma Edmonds, infermiera e militare canadese (Moncton, n. 1841 - La Porte, † 1898)

## Ingegnere(1)
- Sarah Gillis, ingegnere statunitense (Palo Alto, n. 1994)

## Insegnanti(2)
- Sarah Jane Woodson Early, docente, scrittrice e oratrice statunitense (Chillicothe, n. 1825 - Nashville, † 1907)
- Sarah Gibson Blanding, docente statunitense (Kentucky, n. 1898 - † 1985)

## Inventrici(2)
- Tabitha Babbitt, inventrice statunitense (Hardwick, n. 1779 - Harvard, † 1853)
- Sarah Elisabeth Goode, inventrice statunitense (Toledo, Ohio, n. 1855 - Chicago, † 1905)

## Judoka(3)
- Sarah Asahina, judoka giapponese (Tokyo, n. 1996)
- Sarah Menezes, judoka brasiliana (Teresina, n. 1990)
- Sarah Myriam Mazouz, judoka gabonese (n. 1987)

## Lottatrici(1)
- Sarah Hildebrandt, lottatrice statunitense (n. 1993)

## Maratonete(1)
- Sarah Attar, maratoneta e mezzofondista saudita (Escondido, n. 1992)

## Medici(1)
- Sarah Mapp, medico inglese (n. 1706 - † 1737)

## Mezzofondiste(2)
- Sarah Healy, mezzofondista irlandese (Monkstown, n. 2001)
- Sarah Moraa, mezzofondista keniana (n. 2006)

## Mezzosoprani(1)
- Sarah Connolly, mezzosoprano inglese (Durham, n. 1963)

## Modelle(7)
- Sarah Baderna, ex modella e designer italiana (Fidenza, n. 1991)
- Sarah Brown, modella francese (Parigi, n. 1869 - Parigi, † 1896)
- Sarah Calogero, ex modella e attrice italiana (Vizzolo Predabissi, n. 1981)
- Sarah Elizabeth, modella statunitense (Glendale, n. 1983)
- Sarah Fasha, modella e attrice egiziana (California)
- Sarah Murdoch, supermodella, attrice e conduttrice televisiva australiana (Croydon, n. 1972)
- Sarah Rose Summers, modella statunitense (Omaha, n. 1994)

## Musiciste(1)
- Bishop Briggs, musicista e cantautrice britannica (Londra, n. 1992)

## Nobildonne(5)
- Sarah Cadogan, nobildonna inglese (L'Aia, n. 1705 - L'Aia, † 1751)
- Sarah Child, nobildonna inglese (n. 1764 - † 1793)
- Sarah Fane, nobildonna inglese (Lincoln, n. 1785 - Londra, † 1867)
- Sarah Lennox, nobildonna inglese (n. 1745 - † 1826)
- Sarah Child Villiers, nobildonna inglese (Londra, n. 1822 - Torquay, † 1853)

## Nobili(2)
- Sarah Churchill, duchessa di Marlborough, nobile inglese (St Albans, n. 1660 - Westminster, † 1744)
- Sarah Spencer, nobile britannica (Althorp, n. 1787 - Hagley, † 1870)

## Nuotatrici(10)
- Fanny Durack, nuotatrice australiana (Sydney, n. 1889 - Sydney, † 1956)
- Sarah Evanetz, ex nuotatrice canadese (Vancouver, n. 1975)
- Sarah Hardcastle, ex nuotatrice britannica (Chelmsford, n. 1969)
- Sarah Josephson, sincronetta statunitense (Bristol, n. 1964)
- Sarah Katsoulis, nuotatrice australiana (Milton, n. 1984)
- Sarah Köhler, ex nuotatrice tedesca (Hanau, n. 1994)
- Sarah Poewe, ex nuotatrice sudafricana (Città del Capo, n. 1983)
- Sarah Maria Rizea, nuotatrice artistica italiana (n. 2007)
- Sarah Sjöström, nuotatrice svedese (Salem, n. 1993)
- Cissie Stewart, nuotatrice britannica (Dundee, n. 1911 - Troon, † 2008)

## Ostacoliste(1)
- Sarah Lavin, ostacolista e velocista irlandese (Lisnagry, n. 1994)

## Pallavoliste(12)
- Sarah Ammerman, pallavolista statunitense (Anchorage, n. 1987)
- Sarah Blomgren, pallavolista statunitense (Santa Clarita, n. 1994)
- Sarah Clement, pallavolista statunitense (Lindon, n. 1990)
- Sarah Drury, ex pallavolista e allenatrice di pallavolo statunitense (Louisville, n. 1981)
- Sarah Fahr, pallavolista italiana (Kulmbach, n. 2001)
- Sarah Franklin, pallavolista statunitense (Lake Worth, n. 2002)
- Sarah Noriega, ex pallavolista statunitense (Coon Rapids, n. 1976)
- Sarah Pavan, pallavolista e giocatrice di beach volley canadese (Kitchener, n. 1986)
- Sarah Schermerhorn, ex pallavolista statunitense (n. 1988)
- Sarah Schmid, pallavolista statunitense (Highlands Ranch, n. 1994)
- Sarah Wickstrom, pallavolista statunitense (Stuart, n. 1993)
- Sarah van Aalen, pallavolista olandese (Wijchen, n. 2000)

## Pattinatrici artistiche su ghiaccio(3)
- Sarah Abitbol, ex pattinatrice artistica su ghiaccio francese (Nantes, n. 1975)
- Sarah Hughes, ex pattinatrice artistica su ghiaccio statunitense (Great Neck, n. 1985)
- Sarah Meier, ex pattinatrice artistica su ghiaccio svizzera (Bülach, n. 1984)

## Pentatlete(1)
- Sarah Langridge, pentatleta britannica (n. 1981)

## Pesiste(1)
- Sarah Mitton, pesista canadese (Brooklyn, n. 1996)

## Pilote automobilistiche(1)
- Sarah Fisher, pilota automobilistica statunitense (Columbus, n. 1980)

## Pistard(3)
- Sarah Hammer, ex pistard statunitense (Redondo Beach, n. 1983)
- Sarah Kent, ex pistard australiana (Kalgoorlie, n. 1990)
- Sarah Ulmer, ex pistard e ex ciclista su strada neozelandese (Auckland, n. 1976)

## Pittrici(2)
- Sarah Choate Sears, pittrice, collezionista d'arte e fotografa statunitense (Cambridge, n. 1858 - Gouldsboro, † 1935)
- Sarah Goodridge, pittrice statunitense (Templeton, n. 1788 - Boston, † 1853)

## Poetesse(4)
- Sarah Flower Adams, poetessa britannica (Harlow, n. 1805 - Londra, † 1848)
- Sarah Norcliffe Cleghorn, poetessa statunitense (Norfolk, n. 1876 - Filadelfia, † 1959)
- Sarah Kirsch, poetessa tedesca (Nordhausen, n. 1935 - Heide, † 2013)
- Sarah Louisa Forten Purvis, poetessa statunitense (Filadelfia, n. 1814 - Filadelfia, † 1884)

## Politiche(10)
- Sarah Elago, politica e attivista filippina (Manila, n. 1989)
- Sarah Elfreth, politica statunitense (Barrington, n. 1988)
- Sarah Huckabee Sanders, politica e manager statunitense (Hope, n. 1982)
- Sarah Yorke Jackson, politica statunitense (Filadelfia, n. 1805 - Nashville, † 1887)
- Sally Jewell, politica e dirigente d'azienda britannica (Londra, n. 1956)
- Sarah Knafo, politica francese (Les Pavillons-sous-Bois, n. 1993)
- Sarah Palin, politica statunitense (Sandpoint, n. 1964)
- Sarah Turine, politica belga (Uccle, n. 1973)
- Sarah Wiener, politica e imprenditrice tedesca (Halle, n. 1962)
- Sarah al-Amiri, politica e ingegnere emiratina (Emirati Arabi Uniti, n. 1987)

## Presbiteri(1)
- Sarah Marinda Bates Pratt, presbitero statunitense (Henderson, n. 1817 - Salt Lake City, † 1888)

## Principesse(1)
- Sarah Salleh, principessa bruneiana (Bandar Seri Begawan, n. 1987)

## Produttrici cinematografiche(1)
- Sarah Radclyffe, produttrice cinematografica e produttrice televisiva britannica (n. 1950)

## Pugili(1)
- Sarah Ourahmoune, pugile francese (n. 1982)

## Registe(4)
- Sarah Friedland, regista e sceneggiatrice statunitense (n. 1992)
- Sarah Gavron, regista britannica (n. 1970)
- Sarah Lévy, regista e sceneggiatrice francese
- Sarah Maldoror, regista cinematografica, attivista e regista teatrale francese (Condom, n. 1929 - Saint-Denis, † 2020)

## Rugbiste a 15(2)
- Sarah Hirini, rugbista a 15 neozelandese (Feilding, n. 1992)
- Sarah Hunter, rugbista a 15 e allenatrice di rugby a 15 britannica (Newcastle upon Tyne, n. 1985)

## Saltatrici con gli sci(1)
- Sarah Hendrickson, ex saltatrice con gli sci statunitense (Salt Lake City, n. 1994)

## Sceneggiatrici(2)
- Sarah Y. Mason, sceneggiatrice statunitense (Pima, n. 1896 - Los Angeles, † 1980)
- Sarah Phelps, sceneggiatrice e produttrice televisiva britannica

## Scenografe(1)
- Sarah Greenwood, scenografa britannica (n. 1960)

## Schermitrici(3)
- Sarah Daninthe, schermitrice francese (Les Abymes, n. 1980)
- Sarah Noutcha, schermitrice francese (Strasburgo, n. 1999)
- Sarah Orman, ex schermitrice statunitense (n. 1973)

## Sciatrici alpine(7)
- Sarah Bennett, sciatrice alpina canadese (n. 2001)
- Sarah Billmeier, ex sciatrice alpina statunitense (n. 1977)
- Sarah Freeman, ex sciatrice alpina canadese (n. 1992)
- Sarah Pardeller, ex sciatrice alpina italiana (Bolzano, n. 1988)
- Sarah Schleper, sciatrice alpina statunitense (Glenwood Springs, n. 1979)
- Sarah Schädler, ex sciatrice alpina e sciatrice freestyle liechtensteinese (n. 1982)
- Sarah Will, ex sciatrice alpina statunitense (Valley Cottage, n. 1965)

## Sciatrici freestyle(2)
- Sarah Burke, sciatrice freestyle canadese (Barrie, n. 1982 - Salt Lake City, † 2012)
- Sarah Höfflin, sciatrice freestyle svizzera (Ginevra, n. 1991)

## Scrittrici(28)
- Sarah Bakewell, scrittrice e biografa britannica (Bournemouth, n. 1963)
- Sarah Bernstein, scrittrice canadese (Montréal, n. 1987)
- Sarah Hopkins Bradford, scrittrice e storica statunitense (Mount Morris, n. 1818 - Rochester, † 1912)
- Sarah Josepha Hale, scrittrice, attivista e editrice statunitense (Newport, n. 1788 - Filadelfia, † 1879)
- Sarah Caudwell, scrittrice britannica (Cheltenham, n. 1939 - Londra, † 2000)
- Sarah Crossan, scrittrice irlandese (Dublino, n. 1981)
- Sarah Dessen, scrittrice statunitense (Evanston, n. 1970)
- Sarah Doudney, scrittrice e poetessa britannica (Isola di Portsea, n. 1841 - Oxford, † 1926)
- Sarah Mapps Douglass, scrittrice, pittrice e oratrice statunitense (Filadelfia, n. 1806 - Filadelfia, † 1882)
- Sarah Dunant, scrittrice inglese (Londra, n. 1950)
- Sarah Rose Etter, scrittrice statunitense (Norristown)
- Margaret Fuller, scrittrice, giornalista e patriota statunitense (Cambridge, n. 1810 - Fire Island, † 1850)
- Sarah Hall, scrittrice britannica (Carlisle, n. 1974)
- Sarah Vaughan, scrittrice e giornalista britannica (n. 1972)
- Sarah Langan, scrittrice statunitense (Maine, n. 1974)
- Sarah J. Maas, scrittrice statunitense (New York, n. 1986)
- Sarah MacLean, scrittrice statunitense (Lincoln, n. 1978)
- Sarah Manguso, scrittrice e poetessa statunitense (Massachusetts, n. 1974)
- Sarah Ladipo Manyika, scrittrice nigeriana (n. 1968)
- Sarah Mkhonza, scrittrice e attivista swazilandese (Inkhundla Siphofaneni, n. 1957)
- Sarah Monette, scrittrice statunitense (Oak Ridge, n. 1974)
- Sarah Orne Jewett, scrittrice statunitense (South Berwick, n. 1849 - † 1909)
- Sarah Perry, scrittrice britannica (Chelmsford, n. 1979)
- Sarah Pinborough, scrittrice britannica (Milton Keynes, n. 1972)
- Sarah Pinsker, scrittrice statunitense (New York, n. 1977)
- Sarah Waters, scrittrice gallese (Neyland, n. 1966)
- Sarah Winnemucca, scrittrice e attivista nativa americana (Lago Humboldt - Henry's Lake, † 1891)
- Sarah Zettel, scrittrice statunitense (Sacramento, n. 1966)

## Sindacaliste(1)
- Sarah Bagley, sindacalista e operaia statunitense (Candia, n. 1806 - Filadelfia, † 1889)

## Skeletoniste(1)
- Sarah Reid, skeletonista canadese (Calgary, n. 1987)

## Slittiniste(2)
- Sarah Felder, ex slittinista italiana (Valdaora, n. 1956)
- Sarah Podorieszach, ex slittinista canadese (Calgary, n. 1989)

## Sociologhe(1)
- Sarah F. Maclaren, sociologa e antropologa italiana (Londra, n. 1964)

## Sollevatrici(2)
- Sarah Davies, sollevatrice britannica (Preston, n. 1992)
- Sarah Robles, sollevatrice statunitense (n. 1988)

## Soprani(2)
- Sarah Brightman, soprano e attrice britannica (Berkhamsted, n. 1960)
- Sarah Coburn, soprano statunitense (Petersburg, n. 1977)

## Stiliste(1)
- Sarah Burton, stilista inglese (Macclesfield, n. 1974)

## Supercentenarie(1)
- Sarah Knauss, supercentenaria statunitense (Hollywood, n. 1880 - Allentown, † 1999)

## Taekwondoka(1)
- Sarah Stevenson, taekwondoka britannica (Doncaster, n. 1983)

## Tastieriste(1)
- Sarah Stanton, tastierista britannica (n. 1978)

## Tenniste(7)
- Sarah Borwell, ex tennista britannica (Middlesbrough, n. 1979)
- Sarah Beth Grey, tennista britannica (Liverpool, n. 1995)
- Sarah Iliev, tennista francese (Francia, n. 2006)
- Sarah Palfrey Cooke, tennista statunitense (Sharon, n. 1912 - New York, † 1996)
- Sarah Pitkowski-Malcor, ex tennista francese (Parigi, n. 1975)
- Sarah Taylor, ex tennista statunitense (New York, n. 1981)
- Virginia Wade, ex tennista e telecronista sportiva britannica (Bournemouth, n. 1945)

## Teologhe(1)
- Sarah Coakley, teologa e filosofa britannica (Londra, n. 1951)

## Tiratrici a segno(1)
- Sarah Scherer, tiratrice a segno statunitense (Salt Lake City, n. 1991)

## Triatlete(6)
- Sarah Bryant, triatleta neozelandese (Dunedin, n. 1985)
- Sarah Coope, ex triatleta britannica
- Sarah Groff, triatleta statunitense (Cooperstown, n. 1981)
- Sarah Harrow, triatleta neozelandese (n. 1973)
- Sarah Haskins, triatleta statunitense (Saint Louis, n. 1981)
- Sarah Springman, triatleta britannica (n. 1956)

## Tripliste(1)
- Sarah Nambawa, ex triplista ugandese (Kampala, n. 1985)

## Truccatrici(1)
- Sarah Monzani, truccatrice britannica (Hemel Hempstead, n. 1949)

## Tuffatrici(3)
- Sarah Bacon, tuffatrice statunitense (Indianapolis, n. 1996)
- Sarah Barrow, tuffatrice britannica (Plymouth, n. 1988)
- Sarah Jodoin Di Maria, tuffatrice canadese (Montréal, n. 2000)

## Veliste(3)
- Sarah Ayton, velista britannica (Ashford, n. 1980)
- Sarah Glaser, ex velista statunitense (Springfield, n. 1961)
- Sarah Webb, velista britannica (Ashford, n. 1977)

## Velociste(1)
- Sarah Atcho, velocista svizzera (Losanna, n. 1995)

## Vescovi anglicani(1)
- Sarah Mullally, vescovo anglicano britannica (n. 1962)

## Violiniste(1)
- Sarah Chang, violinista statunitense (Filadelfia, n. 1980)

## Wrestler(2)
- Sarah Logan, wrestler statunitense (Jeffersonville, n. 1993)
- Sarah Stock, wrestler canadese (Winnipeg, n. 1979)

## Senza attività specificata(6)
- Bella Galil, biologa marina israeliana (Vienna, n. 1949)
- Sarah Pardee Winchester, statunitense (New Haven, n. 1839 - San Jose, † 1922)
- Sarah Rector, statunitense (Territorio indiano, n. 1902 - Kansas City, † 1967)
- Sarah Reed, britannica (Londra, n. 1984 - Londra,, † 2016)
- Sarah Kubitschek, brasiliana (Belo Horizonte, n. 1909 - Brasilia, † 1996)
- Sarah Walker, ciclista di BMX neozelandese (Whakatāne, n. 1988)